# Distretto di Mae Lan
Il distretto di Mae Lan (in thailandese: แม่ลาน) è un distretto (amphoe) della Thailandia, situato nella provincia di Pattani.